# August Essenwein
August Ottmar von Essenwein (Karlsruhe, 2 novembre 1831 – Norimberga, 13 ottobre 1892) è stato un architetto e storico dell'arte tedesco.

## Biografia
Nacque nel 1831 da Joseph, impiegato dei servizi forestali di Karlsruhe, e Sophia Wichtermann; il padre morì prematuramente, lasciando la famiglia in precarie condizioni economiche, ma ciononostante August riuscì a studiare architettura a Karlsruhe e Berlino, laureandosi nel 1855, interessandosi nel contempo anche di storia dell'arte. Divenne esperto in particolare di architettura romanica, tema su cui pubblicò diverse opere.
Dopo un periodo come ingegnere strutturale nella compagnia ferroviaria di Vienna e quindi come funzionario urbanistico a Graz, nel 1865 ottenne la cattedra di ingegneria strutturale all'Università tecnica di Graz; nello stesso periodo (1860) sposò a Vienna Erny von Chézy (1836–1914), da cui ebbe due figli e una figlia, e sempre negli anni 1860 fu responsabile del restauro di numerose chiese, tra cui la Frauenkirche a Norimberga e la basilica di San Gereone a Colonia. Nel 1858 elaborò anche un ambizioso progetto di trasformazione del duomo di Trento, mai attuato.
Divenuto presidente del Germanisches Nationalmuseum di Norimberga nel 1866, carica che mantenne per ventisei anni, fu artefice del suo ingrandimento, aumentandone le collezioni e portando le sale espositive da dodici a ottanta.